# 6-й Загородный проезд
Шесто́й За́городный прое́зд (название с 12 мая 1956 года) — проезд в Юго-Западном административном округе города Москвы на территории района Котловка.

## История
Проезд получил своё название 12 мая 1956 года по прилеганию к Загородному шоссе, которое до 10 октября 1929 года называлось Якунчиковское шоссе по фамилии фабрикантов и купцов Якунчиковых — владельцев кирпичных заводов в Черёмушках, куда вело шоссе, до 1917 года находившееся за городской чертой.

## Расположение
6-й Загородный проезд проходит от Нагорной улицы на запад до Севастопольского проспекта. Восточная часть проезда расположена между путями соединительной ветки Павелецкого направления и Малого кольца Московской железной дороги (с севера) и руслом реки Коршунихи (с юга). На проезде организовано одностороннее движение в направлении от Нагорной улицы к Севастопольскому проспекту. Нумерация домов начинается от Нагорной улицы.

## Транспорт

### Автобус
По 6-му Загородному проезду маршруты наземного общественного транспорта не проходят. У западного конца проезда, на Севастопольском проспекте, расположена остановка «6-й Загородный проезд» автобусов 119, 317, 529, м90, н16, с5; у восточного, на Нагорной улице, — остановка «Завод ЭМОЗ» автобусов 944, 965.

### Метро
- Станция метро «Нагатинская» Серпуховско-Тимирязевской линии — восточнее проезда, на Варшавском шоссе.

### Железнодорожный транспорт
- Платформа Нагатинская Павелецкого направления Московской железной дороги — восточнее проезда, между Варшавским шоссе и Нагорной улицей.
- Платформа Верхние Котлы Павелецкого направления Московской железной дороги — северо-восточнее проезда, на Нагорном проезде.
- С 10 сентября 2016 года работает станция МЦК «Крымская». В будущем перспективная пересадка на станцию метро «Крымская» Троицкой линии.
- С 10 сентября 2016 года работает станция МЦК «Верхние Котлы»